# Theobald Smith
Theobald Smith (Albany, 31 luglio 1859 – New York, 10 dicembre 1934) è stato un medico e batteriologo statunitense, noto per le sue ricerche sulle malattie infettive e parassitarie.

## Biografia
Theobald Smith nacque in una modesta famiglia di origine tedesca: suo padre, Philip Schmitt, era sarto; la madre, Theresia Kexel, casalinga. Theobald parlava speditamente il tedesco; conosceva inoltre la musica e studiò per anni il pianoforte. Ricevette un'ottima cultura umanistica alla Cornell University prima di laurearsi in medicina alla Scuola medica di Albany nel 1883. Dopo la laurea, fra il 1886 e il 1895 Smith insegnò alla Columbian University (ora George Washington University, Washington, D.C.) ed eseguì ricerche per il Dipartimento dell'Agricoltura degli Stati Uniti (1885-95). Dal 1896 al 1915 fu professore di Patologia comparata alla Harvard University. Successivamente, dal 1915 al 1929 è stato Direttore del Dipartimento di Patologia Animale dell'Rockefeller Institute for Medical Research (Istituto Rockefeller per la ricerca medica, ora Rockefeller University).  Nel 1933 gli fu assegnata la Medaglia Copley.
Smith ha fatto importanti scoperte sulle zoonosi, le malattia infettive o parassitarie degli animali che possono essere trasmesse all'uomo, direttamente o indirettamente tramite altri organismi vettori; i suoi studi hanno quindi permesso di combattere con maggiore efficacia patologie trasmesse da insetti come la malaria e la febbre gialla. In particolare, nel 1889 assieme a Kilbourne identificò nel protozoo Babesia bigemina l'agente eziologico della febbre del Texas, una malattia del bestiame trasmessa veicolata dalle zecche. Egli dimostrò anche che la tubercolosi umana e bovina è causata da batteri diversi e che un animale può essere reso immune a una malattia (in questo caso il colera suino; 1884-86) iniettando nell'animale un estratto filtrato dell'organismo patogeno. Smith fu anche il primo a descrivere nei batteri (1886) il pleomorfismo, ossia l'esistenza di una sola specie in forme distintamente diverse.